# Jean-Louis Georgelin
Jean-Louis Georgelin (Aspet, 30 agosto 1948 – Bordes-Uchentein, 18 agosto 2023) è stato un generale francese.

## Biografia
Jean-Louis Georgelin è nato ad Aspet il 30 agosto 1948.
Nel settembre del 1967 è stato ammesso all'École spéciale militaire de Saint-Cyr. Alla fine della sua formazione ha scelto di entrare in servizio nella fanteria ed è entrato all'École d'application de l'infanterie di Montpellier.
Nell'estate del 1970 il tenente Georgelin è stato assegnato al 9º reggimento paracadutisti cacciatori dove ha ricoperto le funzioni di capo sezione. Nel 1973 è ritornato a Montpellier per divenire istruttore all'École d'application de l'infanterie. Tre anni più tardi, è stato trasferito come capitano nel 153º reggimento di fanteria di Mutzig dove ha assunto il comando di una compagnia. In seguito ha servito per un anno nel centro operativo dei servizi segreti militari prima di unirsi al personale dell'Esercito, dove è divenuto collaboratore del Capo di Stato Maggiore. Promosso a ufficiale comandante, si è recato a Fort Leavenworth, negli Stati Uniti d'America, per seguire il Command and General Staff College; dopo di che è entrato all'École supérieure de guerre di Parigi. Nel 1985 è stato trasferito all'École spéciale militaire de Saint-Cyr, dove ha mantenuto il comando di un battaglione per tre anni prima di tornare allo Stato Maggiore dell'Esercito per dirigere gli uffici "studi prospettici" e "pianificazione finanziaria". Dal 1991 al 1993 ha mantenuto il comando del 153º reggimento di Fanteria a Mutzig prima di essere sindaco per un anno presso il Centro Alti Studi Militari (CHEM) e all'Istituto di Studi Avanzati della Difesa Nazionale (IHEDN). Dal 1994 al 1997 è stato vice-capo del gabinetto militare del Primo ministro. Nel 1997 è stato promosso a generale di brigata e nominato vice-generale dell'11ª Divisione paracadutisti ed è entrato a far parte della Stabilisation Force (SFOR) in Bosnia-Erzegovina come capo dell'Ufficio piani e politiche. Successivamente è stato assegnato al personale delle forze armate, prima come capo della divisione piani e programmi e poi come vice capo dei piani del personale. Nell'agosto del 2000 è stato promosso a maggior generale e nell'ottobre del 2002 a generale di corpo d'armata. Il 10 maggio 2002 è stato nominato Capo di Stato Maggiore del Presidente della Repubblica. Il 3 ottobre dell'anno successivo è stato promosso a generale d'armata. Il 4 ottobre 2006 è stato nominato Capo di Stato Maggiore delle Forze Armate. Il 28 febbraio 2010 è stato ammesso alla decima sezione degli ufficiali generali. Il 4 giugno dello stesso anno ha terminato l'incarico. Il 9 dello stesso mese è stato nominato gran cancelliere dell'Ordine della Legion d'onore e cancelliere dell'Ordine nazionale al merito. Il 1º settembre 2016 gli è succeduto il generale Benoît Puga.
Nel 2019 è stato nominato a capo dei lavori di restauro della Cattedrale di Notre Dame.
Il generale Georgelin non si sposò mai. Appassionato di alpinismo, è morto nell'estate del 2023, in un incidente avvenuto sui Pirenei.